# Calvin Coolidge
John Calvin Coolidge, Junior, född 4 juli 1872 i Plymouth i Vermont, död 5 januari 1933 i Northampton i Massachusetts, var en amerikansk advokat och republikansk politiker som var USA:s president åren 1923–1929. Hans presidenttid som sådan präglades av förbudstiden, en motreaktion mot Wilson-erans ökade regleringar, ett kraftigt ekonomiskt uppsving och fredliga utrikespolitiska relationer.

## Biografi
Coolidge var utbildad advokat och grundade en egen advokatfirma 1897. Under samma period inledde han sin politiska karriär inom det i nordstaterna dominerande republikanska partiet. Som guvernör i Massachusetts blev han nationellt känd 1919, då han med stor handlingskraft stoppade en polisstrejk i Boston genom att kalla in milisen.
Coolidge valdes till vicepresidentkandidat för den republikanska presidentkandidaten Warren Harding inför presidentvalet 1920. Det första världskriget och omfattande skattehöjningar hade ådragit den sittande demokratiska Wilsonadministrationen, som omvaldes mycket knappt i presidentvalet 1916, stor impopularitet. Harding vann en övertygande seger över Ohios guvernör James M. Cox som var demokraternas kandidat i valet. Coolidge tillträdde ämbetet som USA:s vicepresident i mars 1921.
När president Harding plötsligt avled natten till den 2 augusti 1923 blev Coolidge USA:s president. Han var vid tillfället på besök hos sina föräldrar i sin födelsestad Plymouth och fadern, en notarius publicus, insvor honom i ljuset av en fotogenlampa innan han återvände till Washington, D.C. Presidentämbetet var, i skarp kontrast med vid Hardings tillträdde, i kris efter en rad mutaffärer, främst den så kallade Teapot Dome-skandalen, som ledde till att flera ministrar hamnade i fängelse. Harding, som lagt mycket tid på kortspel och nöjen, hade själv erkänt att han inte var ämbetet mogen, och hade under sin korta tid förbrukat det mesta av sin popularitet.
Coolidge omvaldes med stor marginal i presidentvalet 1924, stärkt av den före detta republikanen Robert M. La Follettes kandidatur för det återupplivade Progressive Party. Demokraternas presidentkandidat John W. Davis vann ingen delstat norr om Virginia och Follette vann endast i sin hemstat Wisconsin; trots den omfattande kritiken mot Hardingadministrationen vann Coolidge ett större röstantal än de båda motståndarna tillsammans.
Coolidges tid som president präglades av avregleringar, kraftiga skattesänkningar (samtidigt som budgeten balanserades), en klassisk protektionistisk tullpolitik och ökat ekonomiskt välstånd, trots förbudstidens ökade kritik mot det av republikanerna lanserade alkoholförbudet. Den av Woodrow Wilson införda federala inkomstskatten, med en högsta skattesats om 60 procent, sänktes i tre steg åren 1924, 1926 och 1928 till en marginalsumma om 25 procent. Från budgetåret 1927 betalade endast de rikaste två procenten av amerikaner inkomstskatt till den federala regeringen, samtidigt som regeringens inkomster ökade från 314 till 721 miljarder dollar. Det tidigare rekordstora budgetunderskottet utplånades nästintill helt under Coolidges regering, samtidigt som delstaternas del av det ekonomiska livet stärktes ännu mer. Genom administrationens politik stimulerades industrialiseringen till rekordartade höjder och USA uppnådde en levnadsstandard som var en av de högsta i världen. Coolidge var en hängiven isolationist, men var inte helt motsatt internationellt samarbete. Han stödde jordbrukssubventioner till amerikanska bönder och hjälp till det krisdrabbade Tyskland, för vilket hans vicepresident Charles Dawes mottog Nobels fredspris 1925. Det fjorton år långa arbetet med Mount Rushmore påbörjades 1927, sedan Coolidges administration garanterat federal finansiering. 
Liksom Wilson förespråkade Coolidge en betydligt mer försonlig partnerskapslinje än segrarmakterna Storbritannien och Frankrike, även om han motsatte sig medlemskap i Nationernas förbund, vilket gick i paritet med befolkningsmajoritetens uppfattning om USA:s roll i världen. Som en av de första presidenterna uttalade sig Coolidge kritiskt emot rassegregering, som under Wilson utvidgats till även federala myndigheter, och kritiserade i ett uttalande uppfattningen om USA som ett "vitas land", samtidigt som hans motstånd mot ökad federal makt vingklippte alla försök att få till stånd en medborgarlagstiftning i det av demokraterna dominerade södern. Kritiker poängterar även hans passivitet inför den främlingsfientlighet som manifesterades i 1924 års immigrationslag (Immigration Act), som i svallvågorna efter ryska inbördeskriget och oroligheter i Kina kraftigt skärpte kvoterna för invandrare från framför allt Ostasien och Östeuropa.
Coolidge vägrade ställa upp i presidentvalet 1928 med motiveringen att en rekordlång tioårsadministration var för mycket för någon och hans viceprecident Dawes kandiderade inte heller. Istället blev handelsministern Herbert Hoover republikanernas kandidat och segrade i presidentvalet. Coolidges roll i förspelet till den plötsliga Wall Street-kraschen, som inträffade ett halvår efter hans avgång, är högst omstridd. Han betraktas trots de enorma inrikespolitiska framgångarna och avsaknaden av ifrågasatta utrikespolitiska äventyrligheter som en av de blekare presidenterna. Under Ronald Reagans presidenttid, som inrikespolitiskt bär vissa likheter med Coolidges, fick hans eftermäle dock ett visst uppsving. 
Som person var Coolidge känd som anspråkslös och hårt arbetande, principfast och befriad från humor. Under en middag med journalisten Dorothy Parker, som utmanat honom att "säga mer än två ord" med motiveringen att hon slagit vad om saken påstås Coolidge ha svarat You lose ("Du förlorar"). En anekdot om honom och hans hustru har gett namn till Coolidge-effekten.

## Utnämning tillUSA:s högsta domstol
- Harlan Fiske Stone, 1925